# Tramlijn Breda - Oudenbosch
De tramlijn Breda - Oudenbosch was een tramlijn in Noord-Brabant. Vanaf de Groote Markt in Breda liep de lijn via Princenhage, Etten en Hoeven naar het Turfhoofd in Oudenbosch.

## Geschiedenis
Tussen mei en augustus 1890 werd de lijn geopend door de Zuid-Nederlandsche Stoomtramweg-Maatschappij. In Breda was er een aansluiting op de paardentram van Breda SS naar het Mastbos van de Tram Breda-Mastbosch. daarnaast had de ZNSM ook nog een eigen aansluiting met het station via de Tramsingel. In Princenhage was er aansluiting op de ZNSM lijn naar Wernhout en verder naar Antwerpen en in Vaartkant op de paardentram naar Leur. In Oudenbosch was er aansluiting op de ZNSM lijn naar Steenbergen.
Vanaf 7 oktober 1934 wordt het reizigersvervoer gestaakt, op 11 januari 1937 wordt ook het goederenvervoer stilgelegd en de lijn opgebroken.

## Restanten
Van de lijn is weinig meer terug te vinden, daar het tracé voor het grootste gedeelte bestaande wegen volgde.